# Hans Peter Vothmann
Hans Peter Vothmann (* 8. November 1712 in Sonderburg; † 30. November 1797 ebenda) war ein Gärtner.

## Vorfahren
Hans Peter Vothmann war ein Sohn des Gärtners Peter Voetmann (* 4. April 1666 in Pattholm; † 8. Juni 1765 in Sonderburg) und dessen zweiter Ehefrau Maria, geborene Thun (getauft am 20. November 1678; † 31. Dezember 1765). Der Großvater mütterlicherseits war der deputierte Sonderburger Bürger Christian Jürgensen Thun (* um 1660; † 1725).
Vothmann kam aus einer Familie von Gärtnern. Vorfahren lebten in Westfalen und zogen von dort Anfang des 17. Jahrhunderts auf die Insel Alsen. Der Vater ging bei dem Gärtner des Schlosses Augustenburg in die Lehre. Herzog Friedrich von Schleswig-Holstein-Sonderburg-Augustenburg beschäftigte ihn 1689 als Gärtner für Anlagen, die seinem Sonderburger Schloss angegliedert waren. Der Herzog starb 1692, das Palais nebst Grundstücken erbte der Bruder Friedrich Wilhelm, der Peter Voetmann weiterbeschäftigte. 1707 bekam er eine neue Bestallung des Herzogs.
Vothmanns Vater pachtete ab 1695 den größten herzoglichen Garten. Das Gelände umfasste circa 1,25 Hektar und lag vor den Toren der Stadt. Hier unterhielt er eine eigene Gärtnerei. Die Witwe Herzog Friedrich Wilhelms veräußerte die Liegenschaften 1726 an ihre Schwägerin Ulrica Antoinette von Ahlefeldt. Peter Voetmann kaufte das zuvor gepachtete Land wenig später. In der Zwischenzeit hatte er hier ein Wohnhaus mit weiteren Gebäuden errichtet. Bei seinem Tod im Jahr 1731 musste ein für den Kauf noch laufender Kredit getilgt, eine auf den Garten laufende Hypothek noch abgetragen werden.

## Leben

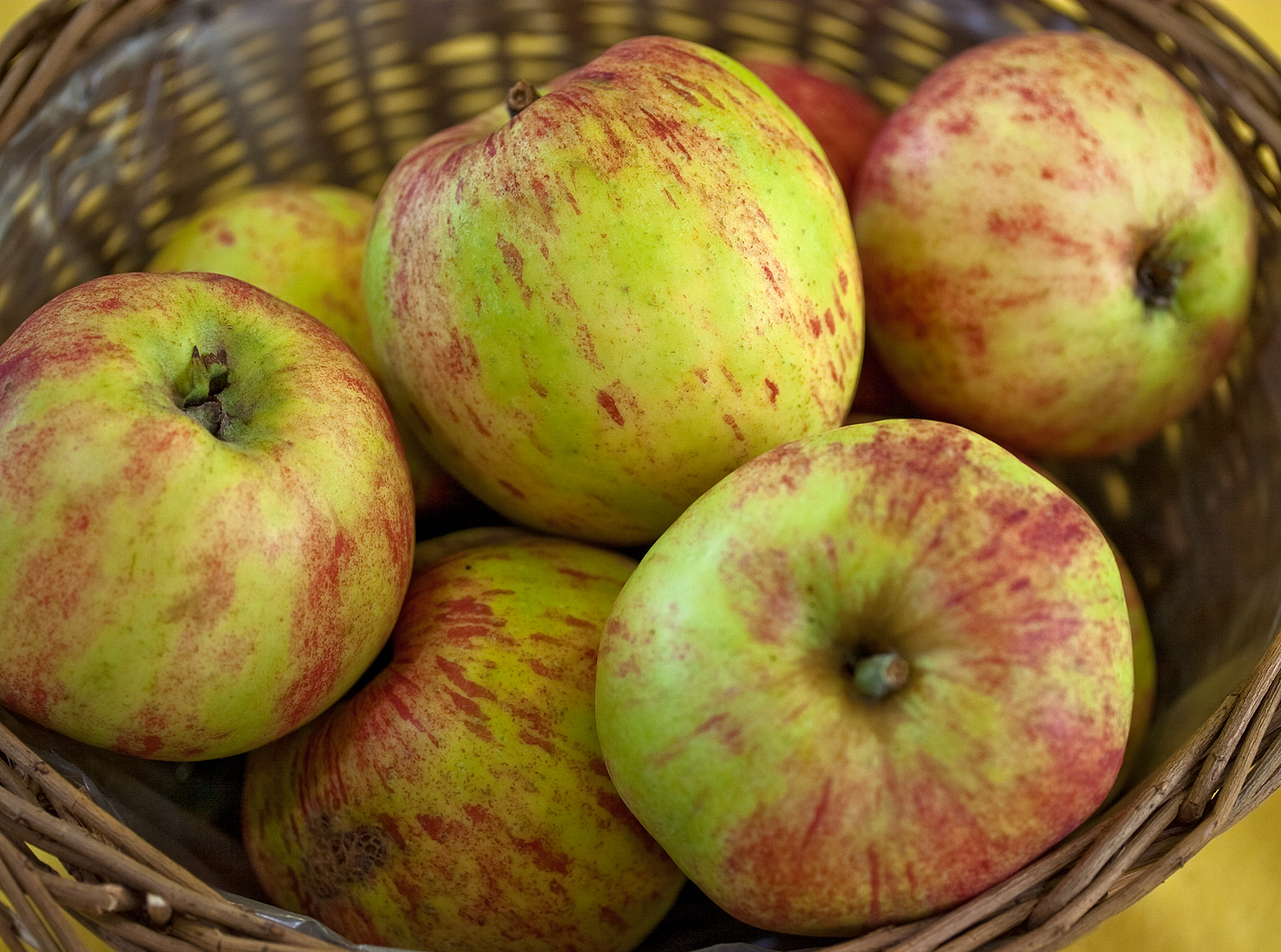
Der von Vothmann gezüchtete Gravensteiner

Vothmann begann im Januar 1731 eine Ausbildung bei dem Gärtner Hans Petersen auf Schloss Gravenstein. Nach dem Tod des Vaters wenige Monate später übernahm seine Mutter die Gärtnerei alleine. Sie bekam Probleme, die ausstehenden Zahlungen zu leisten. Anfang 1734 gewährten ihr die Gläubiger eine zehnjährige Frist, innerhalb der sie Kredit und Hypothek abtragen sollte. Später wurde diese Vereinbarung nochmals verlängert.
Vothmann schloss die Lehre im Januar 1734 ab. Danach arbeitete er ein halbes Jahr als Geselle in den Anlagen der Prinzessin Sophie Hedwig von Dänemark auf Blagard bei Kopenhagen. Anschließend ging er nach Sonderburg, half seiner Mutter und übernahm schrittweise die Gärtnerei. 1747 hatte die Familie Kredit und Hypothek getilgt. Der Garten und das Gebäude gehörten nun Vothmann. 1755 kam ein angrenzendes, noch etwas größeres Grundstück hinzu. Dieses erhielt er von der Rentenkammer in Erbpacht. Bedingung hierfür war, dass er dort eine von ihm selbst geplante Baumschule eröffnete.
Vothmanns Vater war der erste und einzige Handelsgärtner der Region gewesen, der Sämereien von Küchengewächsen und Blumen angeboten hatte. Später hatte er dies wieder eingestellt und sich darauf konzentriert, Obstbäume zu vermehren und veredeln. Er hatte so die erste Obstbaumschule im dänischen Königreich geschaffen. Hans Peter Vothmann baute diese Baumschule weiter aus. Außerdem bot er wieder Sämereien an. Sein Garten entwickelte sich zu einer profitablen Attraktion.
Vothmann hatte besondere Erfolge mit der Veredelung von Stämmen seiner Baumschule. Dafür verwendete er Pfropfreiser, die von einem Baum aus Savoyen kamen, der seit ungefähr 1700 in dem Garten stand. Vothmann gab dem Apfel den Namen Gravensteiner, um zu verhindern, dass er mit einem ähnlichen, weniger gut schmeckenden Apfel verwechselt wurde. Bauern auf Alsen und im Sundewitt kauften diese Bäume, bauten Äpfel an und verkauften sie im Nebenerwerb. Schiffer aus Sonderburg boten die Möglichkeit, die Früchte im Gebiet der Ostseeküsten zu vertreiben.
Neben Vothmanns Gärtnerei kamen neue Obstbaumschulen auf Alsen hinzu, was der Regierung in Kopenhagen gefiel. Auch der Hochschullehrer Christian Cay Lorenz Hirschfeld engagierte sich für staatliche Obstbaumschulen, die die Pflanzen Bauern und Kätnern unentgeltlich zur Verfügung stellen sollten. 1782 schrieb Hirschfeld einen „Gartenkalender“, in dessen ersten Band er die Insel Alsen und die dortigen Äpfel, auch den Gravensteiner, behandelte. Im selben Jahrgang schrieb er auch über das Sortiment und die Erfolge von „Hrn. Handelsgärtner, Hans Peter Vothmann und Johan Georg Vothmann, Vater und Sohn“. Gemäß Hirschfelds Darstellung handelte Vothmann mit Kunden in Norwegen, im Baltikum und in St. Petersburg. In Nordeuropa erwiesen sich die Bäume aufgrund ihrer klimatischen Anpassung als besonders erfolgreich.

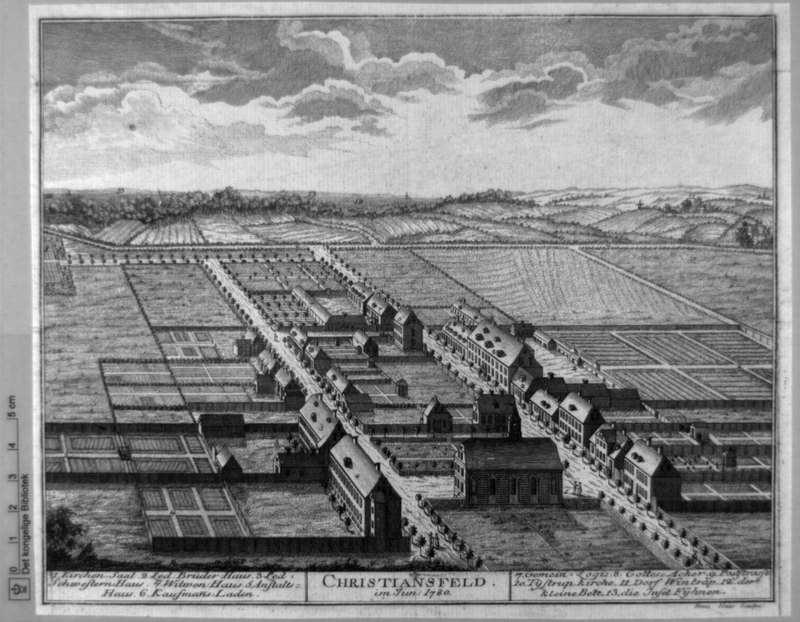
Christiansfeld um 1780

1738 erreichten die ersten „Emissäre“ der Herrnhuter Brüdergemeine die Region um Alsen. Vothmann ließ sie bei sich wohnen und wurde wenig später Mitglied. Laut einem Report über die Ergebnisse der Missionierung in Nordschleswig von 1769 war „Br[uder] Vothmann“ einer der treuesten Gläubigen in Sonderburg und dem Umland. Nachdem die Gemeine eine Siedlung in Christiansfeld gegründet hatte, stiftete Vothmann 100 holländische Linden. Diese wuchsen an beiden Hauptstraßen, entlang einer Straße zum „Gottesacker“, an dessen Wegekreuz und als Umrandung des Ackers.

## Familie
Am 15. September 1752 heiratete Vothmann in Sonderburg Maria Dorothea Oest (* 27. Mai 1729 in Ulderup; † 27. Mai 1805 in Sonderburg). Ihr Vater Johann Georg Oest (1686–1747) wirkte ab 1723 als Diakon in Ulderup und ab 1746 als Pastor in Satrup. Er war verheiratet mit Christiana, geborene Kühl (1699–1788). Ein weiteres Kind der Familie Oest war der Pastor Nicolaus Oest.
Das Ehepaar Vothmann hatte zwei Töchter und sieben Söhne. Die Töchter starben im Schwesternhaus von Christiansfeld. Von den Söhnen erreichten nur drei das Erwachsenenalter:
- Johann Georg (1755–1788) war seit 1774 engster Mitarbeiter seines Vaters.
- Nicolai/Nikolaus (* 26. Juni 1759; † 22. März 1831) folgte auf seinen Bruder, wenngleich er das Handwerk des Gärtners nicht gelernt hatte. Er führte den Betrieb des Vaters bis Lebensende.[12]
- Christian (* 1. Juli 1766; † 31. August 1815) arbeitete als Lehrer in der Schule der Kolonie der Herrnhuter in Neuwied.